# Blastfighter
Blastfighter è un film del 1984, diretto da Lamberto Bava con lo pseudonimo di John Old jr e interpretato da Michael Sopkiw.

## Trama
L'ex-poliziotto William Tiger Shark esce di prigione dopo aver scontato una condanna di dieci anni per l'omicidio del maniaco che gli aveva ucciso prima il suo collega e poi sua moglie. Confortato dalla presenza dell'unico amico rimastogli, si ritira a vivere in una foresta, nella casa in cui aveva vissuto la sua infanzia, alla ricerca di pace e tranquillità. La sua vita però viene disturbata da una banda di bracconieri dedita allo sterminio della selvaggina locale per un traffico di ingredienti destinati ai fabbricanti cinesi di prodotti afrodisiaci.
La banda è guidata dal fratello minore di un ex collega di Tiger chiamato Tom, che un tempo era stato il suo migliore amico. Durante una rissa furiosa tra Tiger e alcuni componenti della banda è l'intervento del suo ex amico che fa cessare le ostilità solo temporaneamente. Tiger si lamenta della carneficina che gli uomini di suo fratello stanno compiendo, ricordandogli che neanche quando erano entrambi sotto le armi venivano perpetrate tali carneficine. Nel frattempo, Tiger viene raggiunto nella foresta dall'amata figlia Connie, che non vedeva più da moltissimi anni, e dal suo fidanzato.
La banda di bracconieri, in un crescendo di violenza, inizia a prendere di mira le persone vicine a Tiger e nel giro di pochi giorni arriverà a ucciderne prima l'amico, poi il fidanzato della figlia e infine la figlia stessa, dopo avere tentato di violentarla. L'omicidio della figlia elimina ogni proposito nonviolento di Tiger, che inizia a vendicarsi uccidendo a uno a uno i componenti della banda di bracconieri, prima a colpi di pugnale poi con un'arma sofisticatissima, un misto tra un fucile a pompa e un lanciagranate, con cui massacra letteralmente i suoi avversari.
Tiger affronta infine Tom, che era presente nel momento della morte della figlia, rimasto ormai completamente privo dei compagni, in un vibrante duello finale con un solo colpo in canna nel quale però, avuta la meglio sul suo nemico, decide inaspettatamente di risparmiargli la vita. Lo porta con sé in macchina e infine i due si allontanano insieme,con il retro del pick up pieno dei cadaveri lasciati sul campo da Tiger.